# Agrotis exclamationis
Espèce
Agrotis exclamationis, le Point d'exclamation ou la Double tache, est une espèce de lépidoptères (papillons) de la famille des Noctuelles.

## Distribution
Paléarctique, répandu en Europe (sauf l'extrême nord). Présent en France métropolitaine, Corse et Nord-Pas-de-Calais compris.

## Habitat
Cette espèce occupe des milieux variés, ouverts, souvent cultivés, où sa larve peut occasionner des dégâts.

## Écologie et description
L'imago vole de mai à septembre en deux générations. La seconde génération (partielle) présente des papillons plus petits, plus clairs, dont la tache arrondie des ailes est peu contrastée, le point d'exclamation restant bien visible.

La chenille au corps brun-roux ou brun grisâtre et à la région ventrale gris clair, est polyphage : elle se nourrit de plantes herbacées dont des oseilles (Rumex), des plantains (Plantago), du mouron blanc (Stellaria media), des Poacées (Graminées) et d'autres plantes basses sauvages ou cultivées.
La chenille hiverne dans un cocon situé en terre pour se nymphoser au printemps. L'émergence a lieu en mai-juin.

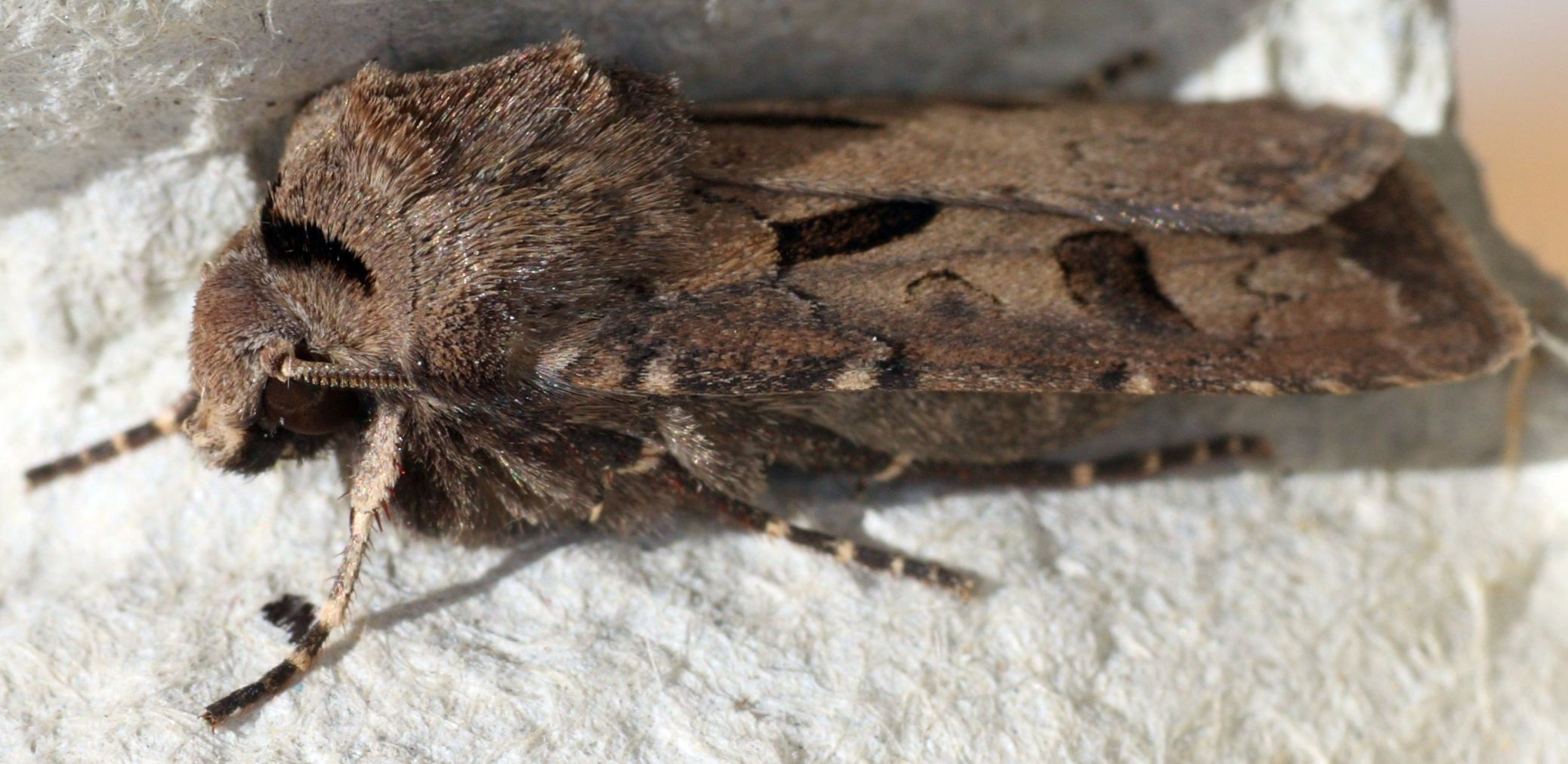
Profil
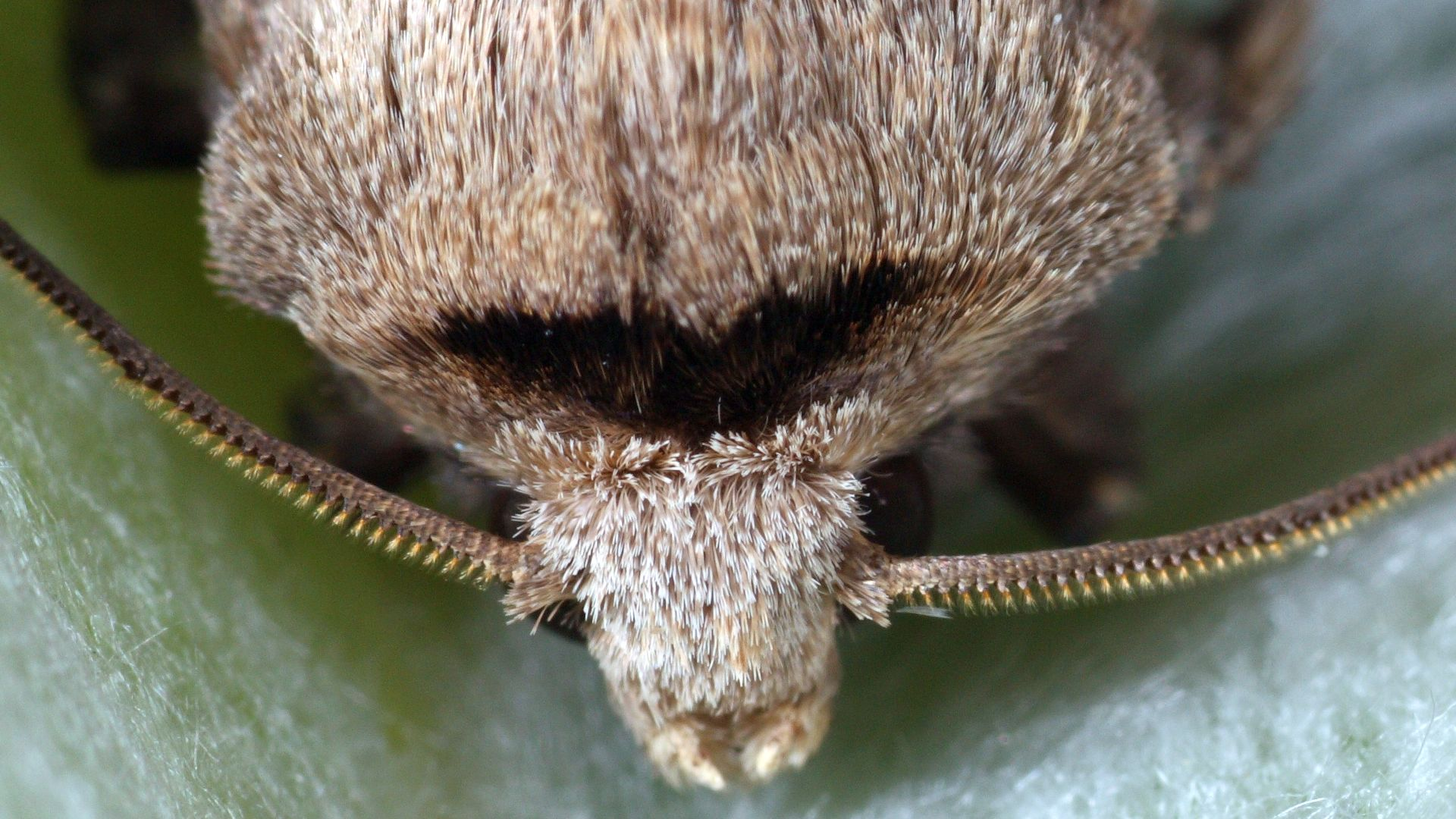
Marque avant
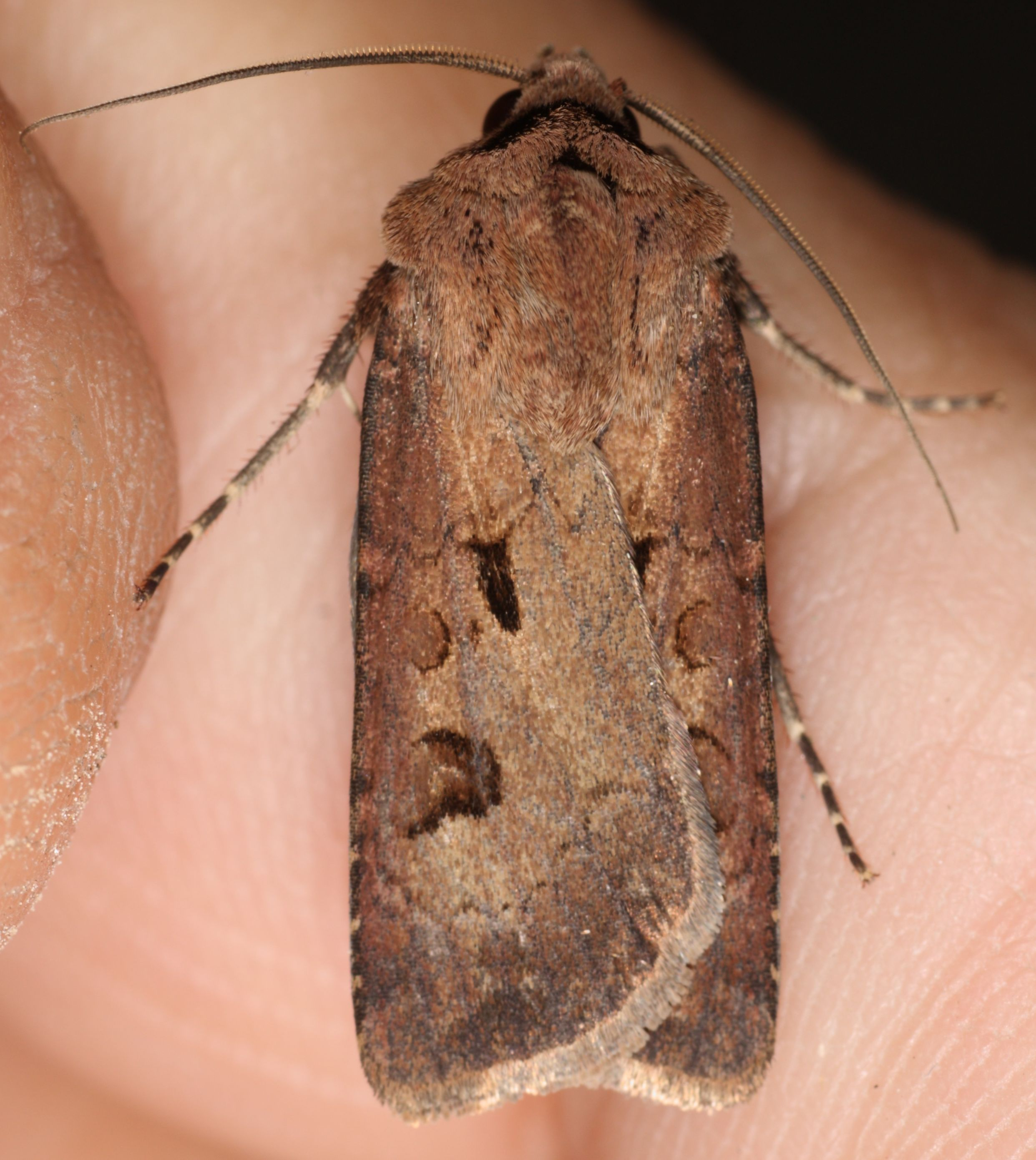
Variation de couleur

## Liste des sous-espèces
Selon Catalogue of Life (22 déc. 2012) :
- sous-espèce Agrotis exclamationis corsica Rungs, 1977
- sous-espèce Agrotis exclamationis informis Leech, 1889
- sous-espèce Agrotis exclamationis nigriorbis Zerny, 1934
- sous-espèce Agrotis exclamationis serena Alphéraky, 1889